# Wucheng, Jinhua
Wucheng är ett stadsdistrikt i Jinhua i Zhejiang-provinsen i östra Kina.
Befolkningen uppgick till 424 859 invånare vid folkräkningen år 2000, varav 263 649 invånare bodde i den del som utgör Jinhuas centralort. Distriktet var år 2000 indelat i åtta gatuområden (jiedao), fyra köpingar (zhèn) samt sex socknar (xiāng).